# 生まれてから初めて見た夢
『生まれてから初めて見た夢』（うまれてからはじめてみたゆめ）は、日本の女性アイドルグループ乃木坂46の3枚目のオリジナル・アルバム。2017年5月24日にN46Div.から発売された。

## 背景とリリース
前作『それぞれの椅子』から1年ぶりのアルバム。
本作の発売は、2017年4月1日にインテックス大阪で開催された全国握手会のミニライブにおいて発表された。
本作は初回生産限定盤（CD+DVD）、初回仕様限定（CD+DVD）盤のType-A・B、CDのみの通常盤の4形態で発売された。各タイプにはCDに加え、初回生産限定盤には『乃木坂46 2016年ライブ特選集』と特典の豪華フォトブックレット、初回仕様限定盤Type-Aには当時のメンバーの心境と共に、2016年の活動を振り返るドキュメンタリー映像『乃木坂46 Documentary of 2016』、そして初回仕様限定盤Type-Bには『それぞれの椅子』の特典映像で話題沸騰となったマネージャー「まゆこの動画」に続く『秘蔵映像"野中の動画"』をそれぞれ収録したDVDが同封されている。
本作のリード曲とされている「スカイダイビング」は、アルバムリード曲としては初めての夏のナンバーであり、恋に落ちる瞬間をスカイダイビングに例えた歌詞になっている。曲中では背負っているパラシュートを一気に放つような振付が施されている上、歌衣装も空と関連したキャビンアテンダントを想起させるデザインになっている。

## プロモーション

### セブン-イレブン・セブンネット限定豪華特典
セブン-イレブンとのコラボキャンペーンの一環として、セブン-イレブン限定仕様の本作の初回生産限定盤を予約すると、先着で4万人が『限定ミニライブ 』に参加できる。また、初回仕様限定盤Type-A・B、通常盤をセブンイレブン・セブンネットで予約して購入すると、各タイプごとに異なる限定カットの生写真4枚ずつ（通常盤は3枚）が付属する。

### イベント
乃木坂46のforTUNE music限定販売によるシングルや、過去のアルバム同様、本作についてもforTUNE music限定販売による個別握手会と、初回仕様限定盤各タイプに特典として封入されるプレミアムイベント応募券に記載された特設サイトにアクセスして応募券に記載されたIDナンバーで抽選に応募できるプレミアムイベントが行われた。また、個別握手会参加券付通常盤の購入者の中から抽選で、「三期生単独公演＠日比谷野外音楽堂」に3,000名を無料で招待した。
- 個別握手会参加券付通常盤
  - 『乃木坂46 3rdアルバム「生まれてから初めて見た夢」発売記念個別握手会』（2017年7月16日、京都パルスプラザ、2017年7月17日、ポートメッセなごや、2017年7月23日、幕張メッセ）
  - 三期生単独公演＠日比谷野外音楽堂（2017年5月27日、日比谷音楽堂）
- 「生まれてから初めて見た夢」発売記念 ファン感謝祭"スペシャルイベント"
  - 「第3回アルバム発売記念 豪華客船"シンフォニーモデルナ"東京湾クルージング」（3つのIDナンバーが必要）
  - 「初代チャンピオンはあなた!乃木坂46検定大会!」（2つのIDナンバーが必要）
  - 「第2回乃木坂46マネージャーと乗る"屋形船"台場〜越中島〜東京スカイツリーの旅」（2つのIDナンバーが必要）
  - 「第2回メンバー対抗 乃木坂46ボーリング大会!」（2つのIDナンバーが必要）
  - 「残念!マネージャーとボーリング大会!」（2つのIDナンバーが必要、メンバー対抗ボーリングの落選者から抽選）
  - 「今年はなんと全公演!真夏の全国ツアー2017"スーパーリザーブシート100席"」（2つのIDナンバーが必要）
  - 「メンバーとゲーム対決!!」（1つのIDナンバーが必要）
  - 「残念!マネージャーとゲーム対決!!」（1つのIDナンバーが必要、メンバーとゲーム大会の落選者から抽選）
  - 「"N46"を当てろ!!アーチェリー大会!!」（1つのIDナンバーが必要）
  - 「全メンバー直筆サイン入り生写真」（1つのIDナンバーが必要）
- 三期生ミニトーク&握手会 - 各会場でこのアルバムを購入すると握手会参加券、初回生産限定盤を購入すれば、さらに優先観覧券を入手でき、握手会とミニトークのイベントに参加することができた。参加メンバーは以下の通り。
  - 2017年5月24日
    - 宮城：岩本蓮加、梅澤美波、大園桃子
    - 千葉：向井葉月、山下美月、吉田綾乃クリスティー
    - 愛知：伊藤理々杏、久保史緒里、中村麗乃
    - 大阪：阪口珠美、佐藤楓、与田祐希

  - 2017年5月25日
    - 北海道：岩本蓮加、梅澤美波、大園桃子
    - 東京：伊藤理々杏、久保史緒里、中村麗乃
    - 愛知：向井葉月、山下美月、吉田綾乃クリスティー
    - 広島：阪口珠美、佐藤楓、与田祐希

  - 2017年5月26日
    - 新潟：岩本蓮加、久保史緒里、中村麗乃
    - 東京：伊藤理々杏、梅澤美波、大園桃子
    - 兵庫：向井葉月、山下美月、吉田綾乃クリスティー　
    - 福岡：阪口珠美、佐藤楓、与田祐希

### 朝から晩まで24時間 乃木坂46
本作の発売を記念して、6月3日朝6時から「MUSIC ON! TV」で、乃木坂46のライブ映像やミュージック・ビデオ特集、さらにレギュラー出演していた『Girl POP TV ～のびのび乃木坂～』などの過去の映像や、新たに収録した番組など、乃木坂46の番組ばかりを24時間連続で放送。7月にも『のびのび乃木坂 3期生!!』初回放送や、「真夏の全国ツアー2017 明治神宮野球場公演」「三期生単独ライブ＠AiiA 2.5 Theater Tokyo」のライブ映像を追加するなど一部内容を変更して再放送。

### 乃木坂46 3rdアルバムリリースを皆でお祝いしようスペシャル！
ライブ動画ストリーミングプラットフォーム「SHOWROOM」において、本作の発売日である2017年5月24日から5月30日までの1週間、毎日乃木坂46メンバー数名が交代で出演し、アルバムにまつわるトークや裏話を繰り広げたり、アルバム収録曲全33曲を紹介する「3rdアルバム収録曲"全33曲"紹介リレー」やユーザーコメントとのコミュニケーションがとれる企画などを放送した「乃木坂46 3rdアルバムリリースを皆でお祝いしようスペシャル！」を生配信。
- 日程、出演メンバー
  - 5月24日：桜井玲香、中田花奈
  - 5月25日：西野七瀬、伊藤かりん
  - 5月26日：生田絵梨花、中元日芽香
  - 5月27日：高山一実、能條愛未
  - 5月28日：白石麻衣、松村沙友理
  - 5月29日：秋元真夏、渡辺みり愛
  - 5月30日：3期生

## アートワーク
| 初回生産限定盤        | 白石麻衣・若月佑美・松村沙友理・生駒里奈・高山一実・堀未央奈・桜井玲香・生田絵梨花・西野七瀬・衛藤美彩・秋元真夏・齋藤飛鳥                                               |
| 初回仕様限定盤 Type-A | 山下美月・衛藤美彩・相楽伊織・伊藤理々杏・岩本蓮加・白石麻衣・和田まあや・佐藤楓・寺田蘭世・中元日芽香・生田絵梨花・伊藤純奈・伊藤かりん・堀未央奈・樋口日奈             |
| 初回仕様限定盤 Type-B | 伊藤万理華・吉田綾乃クリスティー・秋元真夏・阪口珠美・川後陽菜・西野七瀬・川村真洋・山崎怜奈・星野みなみ・大園桃子・斎藤ちはる・斉藤優里・与田祐希・桜井玲香・松村沙友理 |
| 通常盤                | 梅澤美波・向井葉月・新内眞衣・生駒里奈・佐々木琴子・中田花奈・久保史緒里・北野日奈子・若月佑美・高山一実・井上小百合・鈴木絢音・齋藤飛鳥・中村麗乃・渡辺みり愛・能條愛未 |

ジャケット写真は東京都内の撮影スタジオで「乃木坂駅から新たな場所へ向かう車両」をコンセプトに3日間かけて撮影。前々作『透明な色』は東京メトロ乃木坂駅、前作『それぞれの椅子』は国立新美術館と、乃木坂にゆかりのある場所がジャケット写真になっていたが、3期生も加って新体制となった乃木坂46が次へのステップに向けて進んでいく姿を彷彿するような内容となっている。また、乃木坂46には舞台で活躍するメンバーが多い事から、車両のセットはあえて舞台美術をイメージして製作した。初回生産限定盤は直近のシングル「インフルエンサー」の十二福神、それ以外の3形態は全メンバー46人がいずれかに登場している。

## ミュージック・ビデオ
思い出ファースト
監督：岡川太郎
3期生楽曲である「思い出ファースト」のミュージック・ビデオは、本作の発売から4年後、楽曲のセンターを務める大園桃子がグループを卒業するタイミングで撮影・制作され、3期生がグループ加入から5周年を迎えた2021年9月4日に公開された。3期生に「夏の思い出作りとして何をしたいか」を事前にリサーチした内容に加えて、大園の門出を祝して打ち上げられた花火や、それをメンバーが見ている姿で構成されており、2021年8月中旬に千葉県内で行われた撮影日のドキュメンタリーが約9分の映像となっている。監督は岡川太郎が担当した。

## メディアでの使用
スカイダイビング
『セブン-イレブンフェア 乃木坂46』キャンペーンソング。『東京パソコンクラブ 〜プログラミング女子のゼロからゲーム作り〜』(2022年、テレビ東京系列)
流星ディスコティック
ディップ・バイトル「かわいい制服」篇 CMソング。
思い出ファースト
『乃木恋』 CMソング。
Rewindあの日
『東京パソコンクラブ 〜プログラミング女子のゼロからゲーム作り〜』(2022年、テレビ東京系列) 第1期オープニングテーマ

## 収録トラック

### 初回生産限定盤
| 全作詞: 秋元康。 |                                |           |                  |                    |      |
| #                | タイトル                       | 作詞      | 作曲             | 編曲               | 時間 |
| 1.               | 「裸足でSummer」               | 秋元康    | 福森秀敏         | APAZZI             | 4:37 |
| 2.               | 「サヨナラの意味」             | 秋元康    | 杉山勝彦         | 若田部誠           | 4:59 |
| 3.               | 「インフルエンサー」           | 秋元康    | すみだしんや     | APAZZI             | 4:30 |
| 4.               | 「シークレットグラフィティー」 | 秋元康    | ツキダタダシ     | ツキダタダシ       | 4:11 |
| 5.               | 「ブランコ」                   | 秋元康    | Hiro Hoashi      | Hiro Hoashi        | 4:35 |
| 6.               | 「風船は生きている」           | 秋元康    | 泉佳伸、三好翔太 | 早川博隆、三好翔太 | 4:33 |
| 7.               | 「スカイダイビング」           | 秋元康    | 菅井達司         | 菅井達司           | 4:08 |
| 8.               | 「三番目の風」                 | 秋元康    | 丸谷マナブ       | 丸谷マナブ         | 5:07 |
| 9.               | 「君が扇いでくれた」           | 秋元康    | 中山聡、足立優   | 野中"まさ"雄一     | 4:04 |
| 10.              | 「思い出ファースト」           | 秋元康    | ミサマサカリヲ   | 遠藤ナオキ         | 4:12 |
| 11.              | 「設定温度」                   | 秋元康    | 石井亮輔         | APAZZI             | 4:26 |
| 12.              | 「孤独な青空」                 | 秋元康    | aokado           | aokado             | 3:41 |
| 13.              | 「僕だけの光」                 | 秋元康    | Hiro Hoashi      | Hiro Hoashi        | 3:52 |
| 14.              | 「人生を考えたくなる」         | 秋元康    | 片桐周太郎       | 片桐周太郎         | 4:29 |
| 15.              | 「意外BREAK」                  | 秋元康    | すみだしんや     | 華原大輔           | 4:14 |
| 合計時間:        | 合計時間:                      | 合計時間: | 合計時間:        | 65:38              |      |

| #   | タイトル                                                                                       | 作詞 | 作曲・編曲 |
| --- | ---------------------------------------------------------------------------------------------- | ---- | ---------- |
| 1.  | 「overture 乃木坂46 2016年ライブ特選集」                                                       |      |            |
| 2.  | 「ハルジオンが咲く頃 ～深川麻衣卒業コンサート 乃木坂46 2016年ライブ特選集」                    |      |            |
| 3.  | 「ダンスパフォーマンス ～真夏の全国ツアー2016～ 乃木坂46 2016年ライブ特選集」                  |      |            |
| 4.  | 「世界で一番 孤独なLover ～真夏の全国ツアー2016～ 乃木坂46 2016年ライブ特選集」                |      |            |
| 5.  | 「嫉妬の権利 ～真夏の全国ツアー2016～ 乃木坂46 2016年ライブ特選集」                            |      |            |
| 6.  | 「立ち直り中 ～真夏の全国ツアー2016～ 乃木坂46 2016年ライブ特選集」                            |      |            |
| 7.  | 「隙間 ～真夏の全国ツアー2016～ 乃木坂46 2016年ライブ特選集」                                  |      |            |
| 8.  | 「魚たちのLOVE SONG ～真夏の全国ツアー2016～ 乃木坂46 2016年ライブ特選集」                     |      |            |
| 9.  | 「他の星から ～真夏の全国ツアー2016～ 乃木坂46 2016年ライブ特選集」                            |      |            |
| 10. | 「きっかけ ～真夏の全国ツアー2016～ 乃木坂46 2016年ライブ特選集」                              |      |            |
| 11. | 「裸足でSummer ～真夏の全国ツアー2016～ 乃木坂46 2016年ライブ特選集」                          |      |            |
| 12. | 「傾斜する ～永島聖羅卒業コンサート～ 乃木坂46 2016年ライブ特選集」                            |      |            |
| 13. | 「不等号 ～アンダーライブ2016 東北シリーズ～ 乃木坂46 2016年ライブ特選集」                     |      |            |
| 14. | 「シークレットグラフィティー ～アンダーライブ2016 中国シリーズ～ 乃木坂46 2016年ライブ特選集」 |      |            |
| 15. | 「ブランコ ～アンダー単独公演 日本武道館～ 乃木坂46 2016年ライブ特選集」                       |      |            |
| 16. | 「サヨナラの意味 ～選抜単独公演 日本武道館～ 乃木坂46 2016年ライブ特選集」                     |      |            |
| 17. | 「命は美しい ～3期生お見立て会 日本武道館～ 乃木坂46 2016年ライブ特選集」                      |      |            |

### 初回仕様限定盤  Type-A
| 全作詞: 秋元康。 |                                |           |                    |                    |      |
| #                | タイトル                       | 作詞      | 作曲               | 編曲               | 時間 |
| 1.               | 「裸足でSummer」               | 秋元康    | 福森秀敏           | APAZZI             | 4:37 |
| 2.               | 「サヨナラの意味」             | 秋元康    | 杉山勝彦           | 若田部誠           | 4:59 |
| 3.               | 「インフルエンサー」           | 秋元康    | すみだしんや       | APAZZI             | 4:30 |
| 4.               | 「シークレットグラフィティー」 | 秋元康    | ツキダタダシ       | ツキダタダシ       | 4:11 |
| 5.               | 「ブランコ」                   | 秋元康    | Hiro Hoashi        | Hiro Hoashi        | 4:35 |
| 6.               | 「風船は生きている」           | 秋元康    | 泉佳伸、三好翔太   | 早川博隆、三好翔太 | 4:33 |
| 7.               | 「スカイダイビング」           | 秋元康    | 菅井達司           | 菅井達司           | 4:08 |
| 8.               | 「三番目の風」                 | 秋元康    | 丸谷マナブ         | 丸谷マナブ         | 5:07 |
| 9.               | 「Rewindあの日」               | 秋元康    | 藤木テツ           | 佐々木裕           | 4:27 |
| 10.              | 「ごめんね、スムージー」       | 秋元康    | YASUSHI WATANABE   | YASUSHI WATANABE   | 4:40 |
| 11.              | 「醜い私」                     | 秋元康    | 外山大輔           | APAZZI             | 4:16 |
| 12.              | 「オフショアガール」           | 秋元康    | Akira Sunset、ha-j | Akira Sunset、ha-j | 3:23 |
| 13.              | 「君に贈る花がない」           | 秋元康    | Rizz               | 山田竜平           | 4:34 |
| 14.              | 「白米様」                     | 秋元康    | Ruby               | あらケン           | 4:05 |
| 合計時間:        | 合計時間:                      | 合計時間: | 合計時間:          | 62:05              |      |

| #  | タイトル                         | 作詞 | 作曲・編曲 |
| -- | -------------------------------- | ---- | ---------- |
| 1. | 「乃木坂46 Documentary of 2016」 |      |            |
| 2. | 「ないものねだり」               |      |            |

### 初回仕様限定盤  Type-B
| 全作詞: 秋元康。 |                                |           |                          |                            |      |
| #                | タイトル                       | 作詞      | 作曲                     | 編曲                       | 時間 |
| 1.               | 「裸足でSummer」               | 秋元康    | 福森秀敏                 | APAZZI                     | 4:37 |
| 2.               | 「サヨナラの意味」             | 秋元康    | 杉山勝彦                 | 若田部誠                   | 4:59 |
| 3.               | 「インフルエンサー」           | 秋元康    | すみだしんや             | APAZZI                     | 4:30 |
| 4.               | 「シークレットグラフィティー」 | 秋元康    | ツキダタダシ             | ツキダタダシ               | 4:11 |
| 5.               | 「ブランコ」                   | 秋元康    | Hiro Hoashi              | Hiro Hoashi                | 4:35 |
| 6.               | 「風船は生きている」           | 秋元康    | 泉佳伸、三好翔太         | 早川博隆、三好翔太         | 4:33 |
| 7.               | 「スカイダイビング」           | 秋元康    | 菅井達司                 | 菅井達司                   | 4:08 |
| 8.               | 「三番目の風」                 | 秋元康    | 丸谷マナブ               | 丸谷マナブ                 | 5:07 |
| 9.               | 「硬い殻のように抱きしめたい」 | 秋元康    | 杉山勝彦                 | 杉山勝彦、三谷秀甫、谷地学 | 4:19 |
| 10.              | 「満月が消えた」               | 秋元康    | SaSA                     | SaSA                       | 3:31 |
| 11.              | 「ワタボコリ」                 | 秋元康    | ハサミマン               | ハサミマン                 | 4:18 |
| 12.              | 「ないものねだり」             | 秋元康    | 丸谷マナブ               | 丸谷マナブ、福田貴史       | 3:52 |
| 13.              | 「Another Ghost」              | 秋元康    | 前迫潤哉、Yasutaka.Ishio | Yasutaka.Ishio             | 3:52 |
| 14.              | 「あの教室」                   | 秋元康    | カワノミチオ             | カワノミチオ               | 3:24 |
| 合計時間:        | 合計時間:                      | 合計時間: | 合計時間:                | 59:56                      |      |

| #  | タイトル       | 作詞 | 作曲・編曲 |
| -- | -------------- | ---- | ---------- |
| 1. | 「野中の動画」 |      |            |

### 通常盤
| 全作詞: 秋元康。 |                                                 |           |                      |                      |      |
| #                | タイトル                                        | 作詞      | 作曲                 | 編曲                 | 時間 |
| 1.               | 「裸足でSummer」                                | 秋元康    | 福森秀敏             | APAZZI               | 4:37 |
| 2.               | 「サヨナラの意味」                              | 秋元康    | 杉山勝彦             | 若田部誠             | 4:59 |
| 3.               | 「インフルエンサー」                            | 秋元康    | すみだしんや         | APAZZI               | 4:30 |
| 4.               | 「シークレットグラフィティー」                  | 秋元康    | ツキダタダシ         | ツキダタダシ         | 4:11 |
| 5.               | 「ブランコ」                                    | 秋元康    | Hiro Hoashi          | Hiro Hoashi          | 4:35 |
| 6.               | 「風船は生きている」                            | 秋元康    | 泉佳伸、三好翔太     | 早川博隆、三好翔太   | 4:33 |
| 7.               | 「スカイダイビング」                            | 秋元康    | 菅井達司             | 菅井達司             | 4:08 |
| 8.               | 「三番目の風」                                  | 秋元康    | 丸谷マナブ           | 丸谷マナブ           | 5:07 |
| 9.               | 「流星ディスコティック」                        | 秋元康    | Masayoshi Kawabata   | Masayoshi Kawabata   | 5:09 |
| 10.              | 「忘却と美学」                                  | 秋元康    | 早川博隆             | 早川博隆             | 4:30 |
| 11.              | 「2度目のキスから」                             | 秋元康    | Akira Sunset、APAZZI | Akira Sunset、APAZZI | 3:59 |
| 12.              | 「命の真実 ミュージカル「林檎売りとカメムシ」」 | 秋元康    | NA.ZU.NA             | NA.ZU.NA             | 5:14 |
| 13.              | 「行くあてのない僕たち」                        | 秋元康    | 大橋莉子             | 佐々木裕             | 4:55 |
| 14.              | 「当たり障りのない話」                          | 秋元康    | 小網準               | 野中"まさ"雄一       | 4:28 |
| 合計時間:        | 合計時間:                                       | 合計時間: | 合計時間:            | 64:55                |      |

## 歌唱メンバー

### スカイダイビング
（センター：白石麻衣・西野七瀬）
- 秋元真夏、生田絵梨花、生駒里奈、伊藤万理華、井上小百合、衛藤美彩、北野日奈子、齋藤飛鳥、斉藤優里、桜井玲香、白石麻衣、新内眞衣、高山一実、寺田蘭世、中田花奈、西野七瀬、樋口日奈、星野みなみ、堀未央奈、松村沙友理、若月佑美[1]

17thシングル選抜メンバー。

### 君が扇いでくれた
（センター：渡辺みり愛）
- 伊藤かりん、伊藤純奈、川後陽菜、川村真洋、斎藤ちはる、相楽伊織、佐々木琴子、鈴木絢音、能條愛未、山崎怜奈、渡辺みり愛、和田まあや[1]

17thシングルアンダーメンバー。

### 思い出ファースト
（センター：大園桃子）
- 伊藤理々杏、岩本蓮加、梅澤美波、大園桃子、久保史緒里、阪口珠美、佐藤楓、中村麗乃、向井葉月、山下美月、吉田綾乃クリスティー、与田祐希[1]

3期生メンバーによる歌唱曲。

### 設定温度
- 全メンバー[1]

### Rewindあの日
- 桜井玲香、西野七瀬、若月佑美[1]

### ごめんね、スムージー
- 伊藤万理華、井上小百合、中元日芽香[1]

### 醜い私
- 衛藤美彩、斉藤優里、新内眞衣[1]

### 硬い殻のように抱きしめたい
- 齋藤飛鳥[1]

### 満月が消えた
- 生田絵梨花、生駒里奈、星野みなみ[1]

### ワタボコリ
- 北野日奈子、寺田蘭世、堀未央奈[1]

### 流星ディスコティック
- 白石麻衣、松村沙友理[1]

### 忘却と美学
- 秋元真夏、高山一実[1]